# Orde voor Persoonlijke Moed
De Sovjet-Russische Orde voor Persoonlijke Dapperheid (Russisch: Орден «За личное мужество», Orden "Za litsjnoje moezjestvo"), werd op 28 december 1988 door de Opperste Sovjet ingesteld. Men verleent de onderscheiding voor opmerkelijke dapperheid bij het redden van levens, bij catastrofes, bij het bewaren van de openbare orde en bij het redden van de eigendommen van de staat. De orde werd ook verleend voor opmerkelijke dapperheid bij het tegengaan van criminaliteit, milieurampen en andere catastrofes.
Het kleinood van de orde is een zilveren kruis met een Russisch wapen in het midden. Het wordt aan een rood lint met een smalle, drievoudige grijze bies gedragen.
Op een uniform mag men een baton in de kleuren van het lint dragen.
In 1994 werd de orde vervangen door de Orde voor Dapperheid van de Russische Federatie.
Orde van Sint-Andreas de Eerstgeroepene ·
Orde van de Heilige Catharina ·
Sint-Jorisorde ·
Orde van Sint-Anna ·
Alexander Nevski-orde ·
Orde van de Witte Adelaar (Polen) ·
Orde van Sint-Stanislaus ·
Orde van Sint-Vladimir ·
Herdenkingsdecoratie voor het 300-jarig bestaan van de Romanov-dynastie ·
Orde van het Rode Kruis voor Vrouwen en Meisjes ·
Soevereine Militaire Hospitaalorde van Sint-Jan van Jeruzalem en Malta in Rusland ·
Held van de Arbeid (1922) ·
Orde van de Rode Vlag van de Arbeid ·
Leninorde ·
Leninprijs ·
Held van de Sovjet-Unie ·
Gouden Ster ·
Orde van de Oktoberrevolutie ·
Ereteken van de Sovjet-Unie ·
Orde van de Glorie van de Arbeid ·
Orde van de Rode Banier ·
Held van de Socialistische Arbeid ·
Moeder-Heldin .
Heldenstad ·
Meester in de sport ·
Orde van de Vriendschap ·
Orde van de Vaderlandse Oorlog ·
Orde van de Eer ·
Orde van de Glorie ·
Orde van Nachimov ·
Orde van Koetoezov ·
Orde van Oesjakov ·
Orde van Soevorov ·
Orde van Bogdan Chmelnitski ·
Orde van de Rode Ster ·
Orde van de Heilige Aartsengel Michaël ·
Onderscheidingskruis van de Heilige Apostelgelijke Vorstin Olga ·
Orde van Sint-Nicolaas de Wonderdoener
Zie ook: Ridderorden in Rusland · Orden van de Sovjetrepublieken · Orden van de Sovjet-Unie · Medailles van de Sovjet-Unie